# Limigiano
Limigiano è una frazione del comune di Bevagna (PG).
Il paese si trova ad un'altezza di 333 m s.l.m. ed è popolato da 56 abitanti (dati Istat, 2001 dawinciMD - Consultazione dati del 14º Censimento Generale della Popolazione e delle Abitazioni Archiviato il 27 ottobre 2020 in Internet Archive.); esso si trova sulle propaggini settentrionali dei colli Martani, a circa 20 km a sud-est del capoluogo.

## Storia
Vi sono varie ipotesi sull'origine del nome:
1. limite sano, in quanto si trovava in prossimità di grandi paludi (il resto dell'antico lacus Umber che occupava la Valle Umbra);
2. limes Ianii, per via delle terme di acqua sulfurea (ancora presente), già note ai romani;
3. "Lì mi sano!", come esclamo una nobile dama guarita dalle acque, secondo la leggenda.

L'abbazia di Sant'Angelo viene citata nelle carte dell'abbazia di Sassovivo, come costruita già nel IX secolo: nel 1058 essa viene invece donata al monastero di San Pietro di Perugia. Nel 1184, papa Lucio III la rese praticamente indipendente, mentre nel 1198 Innocenzo III la confermò ad Assisi. Nel 1333 passò poi sotto la diretta dipendenza di Sassovivo, che vi instaurò un proprio priore. Ma già nel 1354 si rese necessario un intervento armato, in quanto i popolani avevano occupato e delimitato le terre del monastero: la scaramuccia si risolse con l'intervento del cardinale Albornoz di Spoleto, che inviò un messo e condannò la popolazione a restituire le terre ed a pagare i danni ai monaci. Alla fine del XIV secolo, il beneficio passò a Sassovivo, che nominò un vicario (tuttora, tale vicario è l'arcivescovo di Spoleto).
Per quanto concerne l'adiacente castello, spesso in conflitto con l'abbazia, esso fu dei conti Antignano fino al XIII secolo, poi dei folignati Trinci dal 1371; dopo un breve passaggio spontaneo a Perugia (1377), fu poi confermato di nuovo ai Trinci nel 1413 dall'antipapa Giovanni XXIII.

## Economia e manifestazioni
L'economia è prevalentemente di tipo agricolo, essendo il paese circondato da vaste distese di oliveti; vi sono anche dei piccoli appezzamenti coltivati a zafferano.
Nella prima metà di luglio, vi si svolge la Sagra della torta al prosciutto.
A fine settembre, il borgo organizza il Palio del Sasso, una gara di sfida tra i paesi confinanti: i rappresentanti dei quattro castelli circostanti (Limigiano, Torre del Colle, Collemancio e Castelbuono) devono colpire dei bersagli con alcuni sassi Palio del Sasso (XIV secolo) Mese di luglio, Info eventi Bevagna, Bevagna, comuni Umbria, per rievocare gli avvenimenti del XIII-XIV secolo; un corteo storico in costume chiude l'evento.

## Monumenti e luoghi d'interesse
- Monastero di Sant'Angelo;

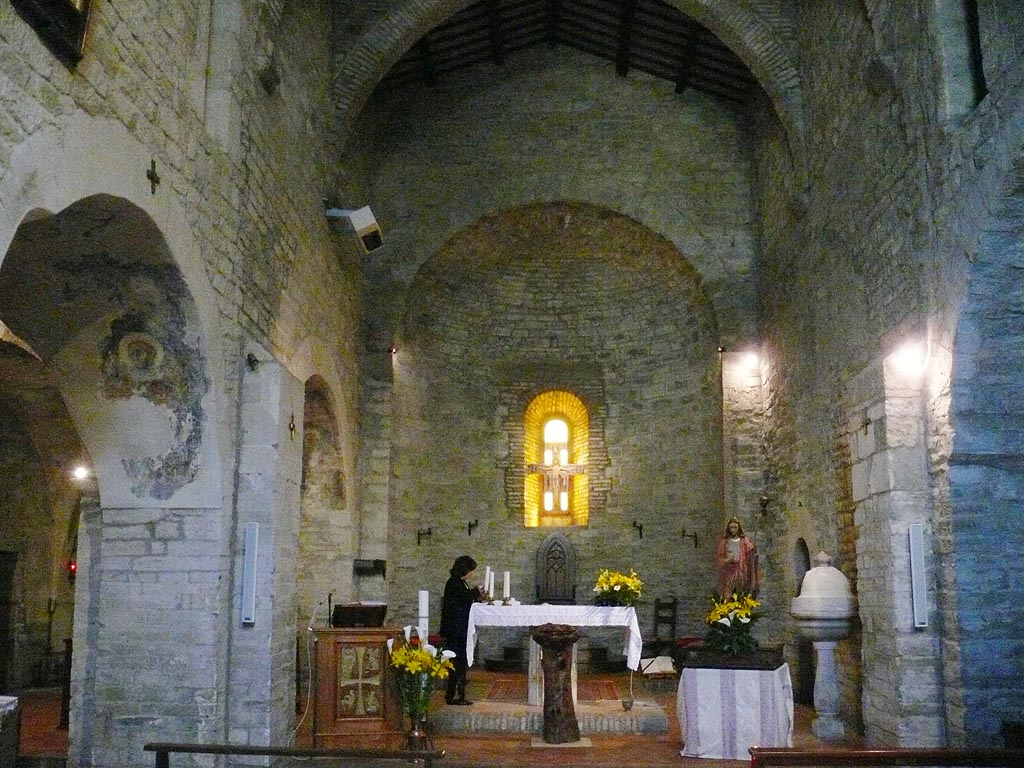
Navata della chiesa di San Michele.

- Chiesa abbaziale di San Michele Arcangelo (XI secolo), in romanico. La struttura ora visibile risale al XIII secolo, dato che la chiesa è andata incontro a diverse ristrutturazioni e rifacimenti durante il Medioevo, sebbene l'ultima ristrutturazione risalga al 1947. L'interno è a tre navate, con la centrale che termina in un'abside e conserva frammentari affreschi quattrocenteschi, tra i quali un Martirio di San Sebastiano, e sono per la maggior parte riferibili alla bottega di Niccolò Alunno. Alcuni, come la Madonna di Loreto, sono stati attribuiti al suocero Pietro di Giovanni Mazzaforte, in questo caso collaboratore dello stesso[1]. Dopo il terremoto del 1997, infiltrazioni piovose danneggiano la struttura.
- Castello medievale, di cui rimangono solo pochi resti: mura smantellate e torri cadute.
- Edicola di Pian d'Arca, in memoria della predica di san Francesco agli uccelli.

## Sport
Ogni anno vi si svolge la corsa mediofondo del trofeo "Pambianco" (km 9,7).